# Harald Torsslow

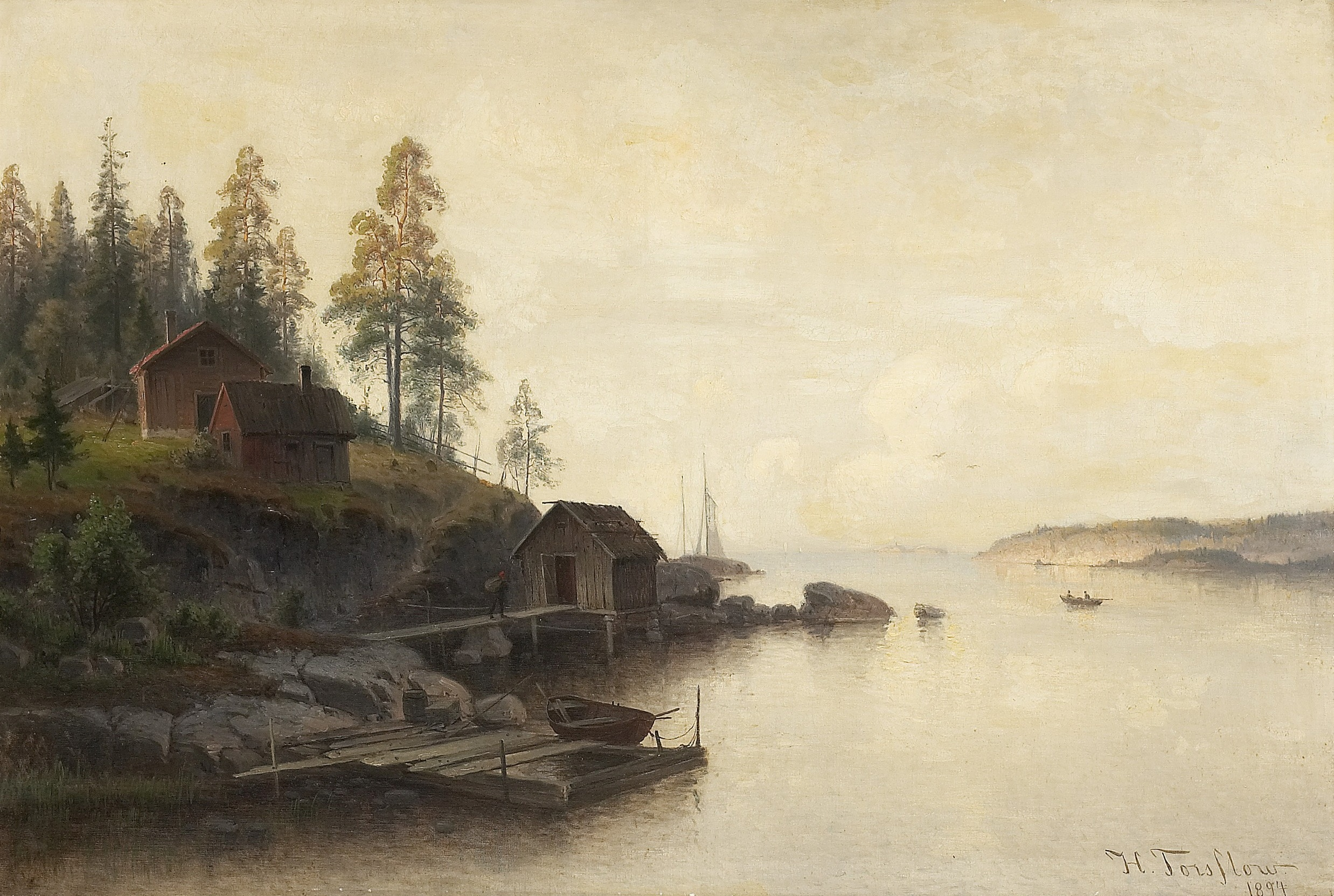
Kustlandskap målat av Harald Torsslow 1897.

Sten Harald Torsslow, född 10 februari 1838 i Kristianstad, död 7 december 1909 i Stockholm, var en svensk skådespelare, operasångare (tenor) och målare. Han var son till Ulrik Torsslow och Sara Fredrica Strömstedt.
Torsslow var 1857–1859 anställd vid Kungliga teatern som skådespelare och 1864–1888 som sångare, där han med framgång uppträdde i mindre tenor- eller barytonroller. Bland hans bästa sångroller märks Horace i Svarta dominon, Tybalt i Romeo och Julia, Stålsporre i Målaren och modellerna och Nevers i Hugenotterna.
Han började måla redan i ungdomsåren och fick då en viss vägledning av Tore Billing han fortsatte sina konststudier vid Konstakademien i Stockholm 1858–1859 och 1861 samt för Hans Gude i Düsseldorf 1859–1860. Han blev agré vid konstakademien 1869 och medverkade i akademins utställningar i Stockholm. Han var representerad i Den nordiske Kunstudstilling som visades i Köpenhamn 1870. Hans konst består av landskapsskildring med skärgårds- och fjällmotiv samt motiv från Stockholmstrakten och Norge. Flera av hans verk köptes av Stockholms konstförening för att användas som priser i föreningens utlottningar.